# 2019年堺市議会議員選挙
2019年堺市議会議員選挙（2019ねんさかいしぎかいぎいんせんきょ）は、堺市の議決機関である堺市議会を構成する議員を全面改選するために行われる選挙で、第19回統一地方選挙の前半戦投票日である4月7日に投票が行われた。

## 概要
市議会議員の任期4年が満了したことに伴って実施された。7選挙区48議席に対して62名が立候補した。

## 基礎データ
- 選挙事由：任期満了
- 告示日：2019年3月29日
- 投票日：2019年4月7日
- 議員定数：48人
- 選挙区：7選挙区
- 候補者数：62人

## 当選した議員
大阪維新の会   公明党   自民党   共産党 
 立憲民主党 
 無所属 
| 堺区   | 井関貴史   | 渕上猛志 | 上村太一   | 西村昭三 | 龍田美栄 |
| 堺区   | 裏山正利   | 山口典子 | 小野伸也   | 石谷泰子 |          |
| 中区   | 米田敏文   | 加藤慎平 | 木畑匡     | 西川良平 | 大林健二 |
| 中区   | 青谷幸浩   | 大西耕治 |            |          |          |
| 東区   | 黒田征樹   | 広田新一 | 藤井載子   | 野里文盛 | 野村友昭 |
| 西区   | 西哲史     | 上野充司 | 水ノ上成彰 | 札場泰司 | 森田晃一 |
| 西区   | 田代優子   | 上田勝人 | 池側昌男   |          |          |
| 南区   | 三宅達也   | 的場慎一 | 藤本幸子   | 信貴良太 | 小堀清次 |
| 南区   | 伊豆丸精二 | 吉川敏文 | 田渕和夫   |          |          |
| 北区   | 池田克史   | 西川知己 | 長谷川俊英 | 宮本恵子 | 芝田一   |
| 北区   | 中野貴文   | 池尻秀樹 | 吉川守     | 石本京子 |          |
| 美原区 | 西田浩延   | 白江米一 |            |          |          |